# Tricholoma sinoportentosum
Espèce
Tricholoma sinoportentosum, est une espèce de champignons (Fungi) Basidiomycètes du genre Tricholoma.
Il produit un sporophore de taille moyenne muni d'un chapeau brun à jaune pâle visqueux orné de fibrilles innées rayonnantes brunes à noires et d'un umbo central brun foncé à noir. Ses lames serrées, colorées d'un blanc à blanc grisâtre, jaunissent en vieillissant et dégagent une odeur faible à farineuse. Son pied fibrilleux est blanc, jaunissant avec l'âge et brunissant au toucher. Sa chair, blanche à gris pâle, présente une saveur douce. Des anses d'anastomose sont visibles à la base du chapeau et sous l'hyménium. 
Cette espèce est décrite depuis les forêts d'Épicéas et de Pins situées entre 3 300 et 4 200 m d'altitude au Tibet et au Yunnan. Ses basidiomes y sont dispersés à grégaires.
Tricholoma sinoportentosum est proche de Tricholoma portentosum, d'où son nom qui signifie littéralement « le Tricholome prétentieux de Chine ». T. sinoportentosum se distingue par les tons brun jaunâtre du pileus au lieu des tons brun grisâtre à presque noir, par des spores plus larges, et par des basides serrées. T. sejunctum est également une espèce proche qui s'en distingue uniquement par la présence d'anses d'anastomose dans sa cuticule. Quant à T. subsejunctum, il est moins visqueux et pousse en compagnie des arbres caduques.

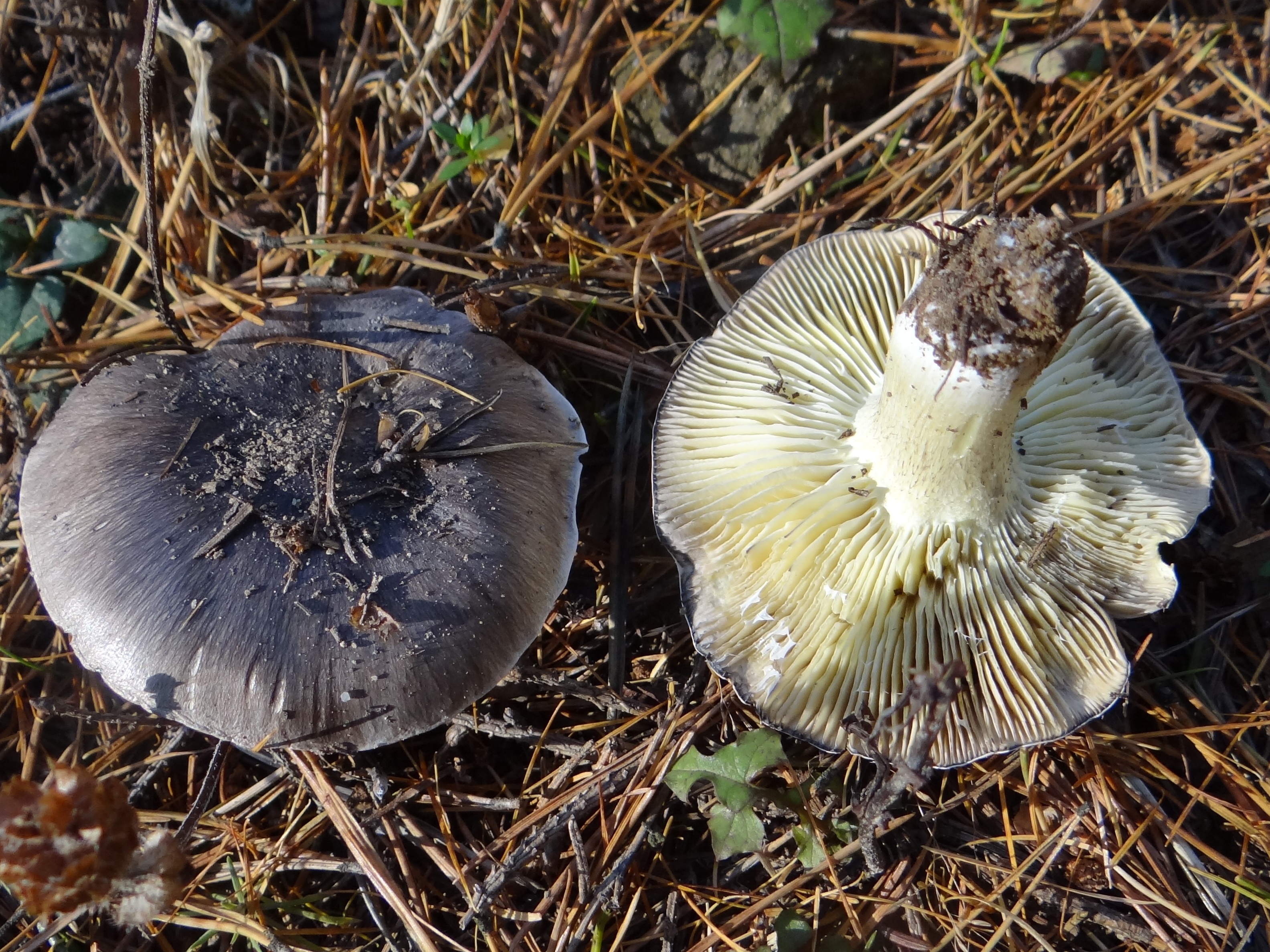
Tricholoma portentosum, une espèce néarctique et paléarctique très proche.